# Islami Ya Misr
Islami Ya Misr (arabe : اسلمي يا مصر) est l'hymne national égyptien entre 1923 et 1936. Ses paroles ont été écrites par Mustafa Sadiq Al-Rafi'i (1880-1937) et sa musique composée par Safar Aly.